# 終身成就獎列表
終身成就獎是一種由組織授予、表彰個人在整個生涯中對該領域的整體貢獻，而不是單一的成就。授予這個獎項的組織如下：

## 亞洲
- 金馬獎終身成就獎
- 廣播金鐘獎特別貢獻獎
- 電視金鐘獎特別貢獻獎
- 金曲獎特別貢獻獎
- 香港電影金像獎終身成就獎
- 十大中文金曲頒獎音樂會金針獎
- CASH金帆音樂獎CASH音樂成就大獎
- 萬千星輝頒獎典禮萬千光輝演藝大獎
- 金雞獎終身成就獎
- 红星大奖特别成就奖

## 美洲
電影
- 奧斯卡榮譽獎
- 金球獎終身成就獎
- AFI終身成就獎
- 甘迺迪中心榮譽獎

音樂
- 葛萊美終身成就獎（英语：Grammy Lifetime Achievement Award）
- 克魯格人文與社會科學終身成就獎
- 雙子座獎終身成就獎
- 恩里科·費米獎
- 福布斯终身成就奖

## 歐洲
- 柏林國際影展終身成就獎